# 科佩雷山
科佩雷山（英語：Mount Kopere）是南極洲的山峰，位於奧次地，處於利特爾頓峰西北面3公里，屬於科巴姆山脈的一部分，由新西蘭探險隊命名，現時由南極條約體系管理。